# ジョニー・カーソン
ジョン・ウィリアム・"ジョニー"・カーソン（John William "Johnny" Carson、1925年10月23日-2005年1月23日）はアメリカのテレビ司会者、コメディアン、俳優。
NBCの『ザ・トゥナイト・ショー・スターリング・ジョニー・カーソン』で1962年10月1日から1992年5月22日までの約30年に亘って司会を務め、「キング・オブ・レイト・ナイト」と呼ばれた。1992年の降板後、司会をジェイ・レノに引き継いだ。

## 略歴
アイオワ州コーニング出身。14歳で俳優デビュー。後にアメリカ海軍に召集。その後早朝のニュース番組でキャスターを務め、NBCの『ザ・トゥナイト・ショー』の司会に抜擢される。その後、同番組とカーソンはアメリカでも有数の人気を誇り、アカデミー賞授賞式の司会者も数回に渡り務めることとなった。
番組降板後、アニメ『ザ・シンプソンズ』、トーク番組『レイト・ショー・ウィズ・デイヴィッド・レターマン』にゲスト出演。2005年1月23日に、ロサンゼルス市内の病院で肺気腫により死去。79歳没。葬儀は密葬で行なわれ、ブッシュ大統領（当時）も哀悼の意を表した。また、ジェイ・レノ司会の『ザ・トゥナイト・ショー・ウィズ・ジェイ・レノ』でも追悼コーナーが設けられた。